# Adrián Spörle
Adrián Spörle (Centenario, 13 luglio 1995) è un calciatore argentino, difensore dell'Independiente.

## Caratteristiche tecniche
È un terzino sinistro.

## Carriera
Cresciuto nelle giovanili del Banfield, ha esordito il 7 giugno 2014 in occasione del match pareggiato 1-1 contro l'Unión (SF)

## Statistiche

### Presenze e reti nei club
Statistiche aggiornate al 3 maggio 2025.
| Stagione             | Squadra              | Campionato           | Campionato | Campionato | Coppe nazionali | Coppe nazionali | Coppe nazionali | Coppe continentali | Coppe continentali | Coppe continentali | Altre coppe | Altre coppe | Altre coppe | Totale | Totale | Totale |
| Stagione             | Squadra              | Comp                 | Pres       | Reti       | Comp            | Pres            | Reti            | Comp               | Pres               | Reti               | Comp        | Pres        | Reti        | Pres   | Reti   |        |
| -------------------- | -------------------- | -------------------- | ---------- | ---------- | --------------- | --------------- | --------------- | ------------------ | ------------------ | ------------------ | ----------- | ----------- | ----------- | ------ | ------ | ------ |
| 2013-2014            | Banfield             | PD                   | 1          | 0          | CA              | 0               | 0               | -                  | -                  | -                  | -           | -           | -           | 1      | 0      |        |
| 2016                 | Banfield             | PD                   | 6          | 0          | CA              | 2               | 0               | CS                 | 2                  | 0                  | -           | -           | -           | 10     | 0      |        |
| 2016-2017            | Banfield             | PD                   | 18         | 1          | CA              | 3               | 0               | -                  | -                  | -                  | -           | -           | -           | 21     | 1      |        |
| 2017-2018            | Banfield             | PD                   | 20         | 0          | CA              | 1               | 0               | CL+CS              | 4+2                | 0                  | -           | -           | -           | 27     | 0      |        |
| 2018-2019            | Banfield             | PD                   | 10         | 0          | CA              | 0               | 0               | -                  | -                  | -                  | -           | -           | -           | 10     | 0      |        |
| Totale Banfield      | Totale Banfield      | Totale Banfield      | 55         | 1          |                 | 6               | 0               |                    | 8                  | 0                  |             | -           | -           | 69     | 1      |        |
| 2019-2020            | Dundee Utd           | SC                   | 11         | 1          | CS+CdL          | 1+3             | 1+1             | -                  | -                  | -                  | SCC         | 1           | 0           | 16     | 3      |        |
| 2020-2021            | Dundee Utd           | SP                   | 24         | 4          | CS+CdL          | 3+1             | 0               | -                  | -                  | -                  | -           | -           | -           | 28     | 4      |        |
| 2021-2022            | Dundee Utd           | SP                   | 16         | 0          | CS+CdL          | 2+1             | 0               | -                  | -                  | -                  | -           | -           | -           | 19     | 0      |        |
| Totale Dundee Utd    | Totale Dundee Utd    | Totale Dundee Utd    | 51         | 5          |                 | 11              | 2               |                    | -                  | -                  |             | 1           | 0           | 63     | 7      |        |
| 2023                 | Arsenal Sarandí      | PD                   | 25         | 1          | CA+CdL          | 0+13            | 0               | -                  | -                  | -                  | -           | -           | -           | 38     | 1      |        |
| 2024                 | Independiente        | PD                   | 15         | 0          | CA+CdL          | 3+8             | 0+1             | -                  | -                  | -                  | -           | -           | -           | 26     | 1      |        |
| 2025                 | Independiente        | PD                   | 10         | 1          | CA              | 0               | 0               | CS                 | 1                  | 0                  | -           | -           | -           | 11     | 1      |        |
| Totale Independiente | Totale Independiente | Totale Independiente | 25         | 1          |                 | 11              | 1               |                    | 1                  | 0                  |             | -           | -           | 37     | 2      |        |
| Totale carriera      | Totale carriera      | Totale carriera      | 156        | 8          |                 | 41              | 3               |                    | 9                  | 0                  |             | 1           | 0           | 207    | 11     |        |

## Palmarès

### Club

#### Competizioni nazionali
- Scottish Championship: 1

Dundee United: 2019-2020